# Magyar Mérnök- és Építész-Egylet Közlönye
A Magyar Mérnök- és Építész-Egylet Közlönye (1872-ig Magyar Mérnök-Egylet Közlönye) a Magyar Mérnök- és Építész-Egylet hivatalos folyóirataként a hazai műszaki tudományok első számú fórumának számított. Az egylet fennállásának ideje alatt, 1867-1944 között jelent meg.
A lap indulását az Egylet alapító ülésén határozták el, szerkesztőbizottságának tagjai Bugát Ferenc, Herrich Károly, Hieronymi Károly, Kruspér István, Nagy László és Szkalnitzky Antal lettek, a főszerkesztői posztot az Egylet titkára, Szily Kálmán töltötte be. 
A lap fennállása alatt főszerkesztői voltak: Szily Kálmán, Neÿ Béla, Lipthay Sándor, Révész Sámuel, Ullmann Vilmos, Dobecky Sándor, Nendtwich Gusztáv, Cserháti Jenő, Edvi Illés Aladár és Feyér Gyula. Edvi Illés 1891-től 1917-ig, Feyér pedig 1917-től 1943-ig töltötte be a főszerkesztői pozíciót.